# Église de l'Assomption de Montmorency-Beaufort
[image]
L'église de l'Assomption est une église située à Montmorency-Beaufort, en France.

## Localisation
L'église est située sur la commune de Montmorency-Beaufort, dans le département français de l'Aube.

## Historique
L'édifice est classé au titre des monuments historiques en 1990.

## Œuvres remarquables
La statue de saint Nicolas a été exposée lors de l'exposition le beau du XVIe à Troyes